# Bewcastle
Bewcastle är en by och en civil parish i Cumbria, England. Orten har 411 invånare (2001). Den har en kyrka.